# Арсения (Себрякова)
Игу́менья Арсе́ния (в миру А́нна Миха́йловна Себряко́ва (Серебряко́ва); 3 июля 1833, слобода Себрово станицы Скуришенской, Усть-Медведицкий округ, область Войска Донского — 21 июля 1905, Саров, Темниковский уезд, Тамбовская губерния) — монахиня Русской православной церкви, игумения Усть-Медведицкого Преображенского монастыря, иконописица.
Причислена к лику местночтимых святых Волгоградской митрополии на заседании Священного Синода Русской православной церкви 21 октября 2016 года. Память — 21 июля (3 августа).

## Биография
1833 год — родилась в семье помещика Михаила Васильевича Себрякова.
30 декабря 1850 года — прибыла на жительство в Усть-Медведицкий Преображенский монастырь.
1852 год — паломничество в Кременской мужской монастырь.
Лето 1853 года — паломничество в Киев.
1854 год — пострижение в рясофор с именем Арсения.
11 января 1859 год — пострижена в мантию.
4 мая 1862 года — определена на должность казначеи преосвященным Иоанном, управляющим Донской епархии.
3 января 1864 года — посвящена в сан игумении в Новочеркасске.
25 июня 1905 года — начало паломнической поездки в Саров.
21 июля 1905 года — умерла в Сарове.
2 августа 1905 года — погребена в склепе церкви Арсения Великого Усть-Медведицкого Преображенского монастыря.

## Деятельность на посту игумении Усть-Медведицкого монастыря

### Создание училища
Первой заботой игумении было распространение грамотности, так как многие из поступавших в монастырь сестер были совершенно неграмотны. Вначале она велела обучаться неграмотным насельницам, затем создала монастырскую библиотеку. В 1867 году ею было открыто в монастыре бесплатное четырёхклассное женское училище с преподаванием Закона Божьего, русского и церковнославянского языков, географии, арифметики и русской истории.

### Постройка Казанского собора
После устройства училища, в 1871 году игумения Арсения обратилась с прошением к архиепископу Платону о разрешении постройки в монастыре нового храма, после чего, 23 июня 1875 года были начаты работы по строительству. К началу 1877 года было окончено строительство стен и сведен купол. Строительство храма было окончено летом 1885 года, освящен он был 8 сентября того же года преосвященным Митрофаном. Собор был освящен во имя Казанской иконы Божией Матери, под сводами его, внизу, была создана церковь с алтарем, освященным во имя преподобного Арсения Великого, а 15 сентября 1885 года был освящен придел в честь святых первоверховных апостолов Петра и Павла.

### Благоустройство монастыря
Игумения Арсения полностью перестроила монастырь, создав новые келии, а также обновив хозяйственные постройки, было устроено монастырское подворье в станице Урюпинской с церковью, обновлен монастырский теплый (зимний) храм, основан монастырский скит.

### Пещеры
10 июля 1874 года, в день памяти святого Антония Печерского, игумения Арсения начала рыть пещеры. Пещеры, которые игумения рыла по ночам, изображают последние дни земной жизни Спасителя, его Крестный путь, а также путь Божией Матери к Голгофе. Вход в пещеры расположен в притворе церкви Арсения Великого, общая длина их около 165 метров. Главный ход пещер назван самой игуменией «Крестным путём Спасителя», другая часть пещер (она идет вокруг главного) — «Страстным путём Божией Матери». Пещеры игумения Арсения рыла с духовными дочерьми — монахинями Никодимой, Агнией и Викториной. В пещерах Арсения намеревалась создать пещерный храм, но не успела. Температура в пещерах зимой и летом примерно плюс 8 градусов. В 30-х годах XX века пещеры были засыпаны, но через сорок лет местные жители раскопали заваленные входы. В пещерах лежит каменная плита, по своим размерам не большая, но тяжелая и прочная, на которой видны глубокие отпечатки ладоней и колен.

## Награды
- Наперсный крест;
- крест с драгоценными украшениями, пожалованный из кабинета Его Императорского Величества;
- знак Красного креста за Русско-турецкую войну 1877—1878 годов;
- медаль в память царствования императора Александра III;
- в 1905 году награждена Библией, выданной из Синода, за основание монастырского училища;
- наперсный крест с драгоценными украшениями, поднесённый сёстрами обители, с разрешения начальства в день тридцатилетнего юбилея управления монастырём.